# Letecká základna Tijas
Letecká základna Tijas (známá též jako Letecká základna T4) je letecká základna Syrských arabských vzdušných sil v guvernorátu Homs v Sýrii. Základna leží na silnici mezi městy Homs (80 km) a Palmýra (60 km) severně od vesnice Tijas. 
Tijas je největší vojenskou základnou v Sýrii.

## Syrská občanská válka
Základna byla během syrské občanské války používána syrským letectvem a íránskými elitními jednotkami Quds pro vojenské akce proti opozičním silám. 
V roce 2016 obléhal základnu Islámský stát, poté co porazil provládní jednotky u Palmýry.
V roce 2018 provedlo  izraelské letectvo sérii leteckých útoků proti této základně. Při náletu z 10. února 2018 byla sestřelena stíhačka F-16. Druhý útok izraelského letectva proběhl 9. dubna 2018. Úder provedla dvojice izraelských stíhaček F-15 z libanonského vzdušného prostoru. Při útoku zahynulo nejméně 14 Íránců nebo členů Íránem podporovaných milic.